# Valentina Lituyeva
Valentina Lituyeva (San Petersburgo, Unión Soviética, 11 de febrero de 1930-4 de abril de 2008), también llamada Valentina Bogdanova, fue una atleta soviética especializada en la prueba de salto de longitud, en la que consiguió ser subcampeona europea en 1958.

## Carrera deportiva
En el Campeonato Europeo de Atletismo de 1958 ganó la medalla de plata en el salto de longitud, con un salto de 6.00 metros, siendo superada por la alemana Liesel Jakobi (oro con 6.14 metros que fue récord de los campeonatos) y por delante de la también soviética Nina Protchenko (bronce con 5.99 metros).